# بالاطين المجر

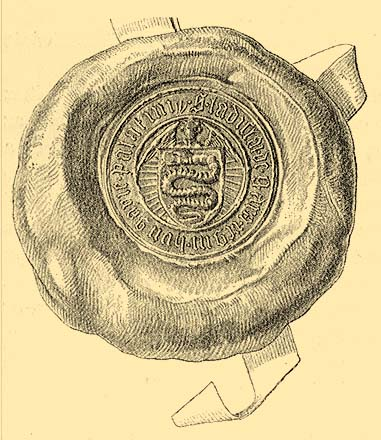
ختم البالاطين لازلو غاراي (Garai László)

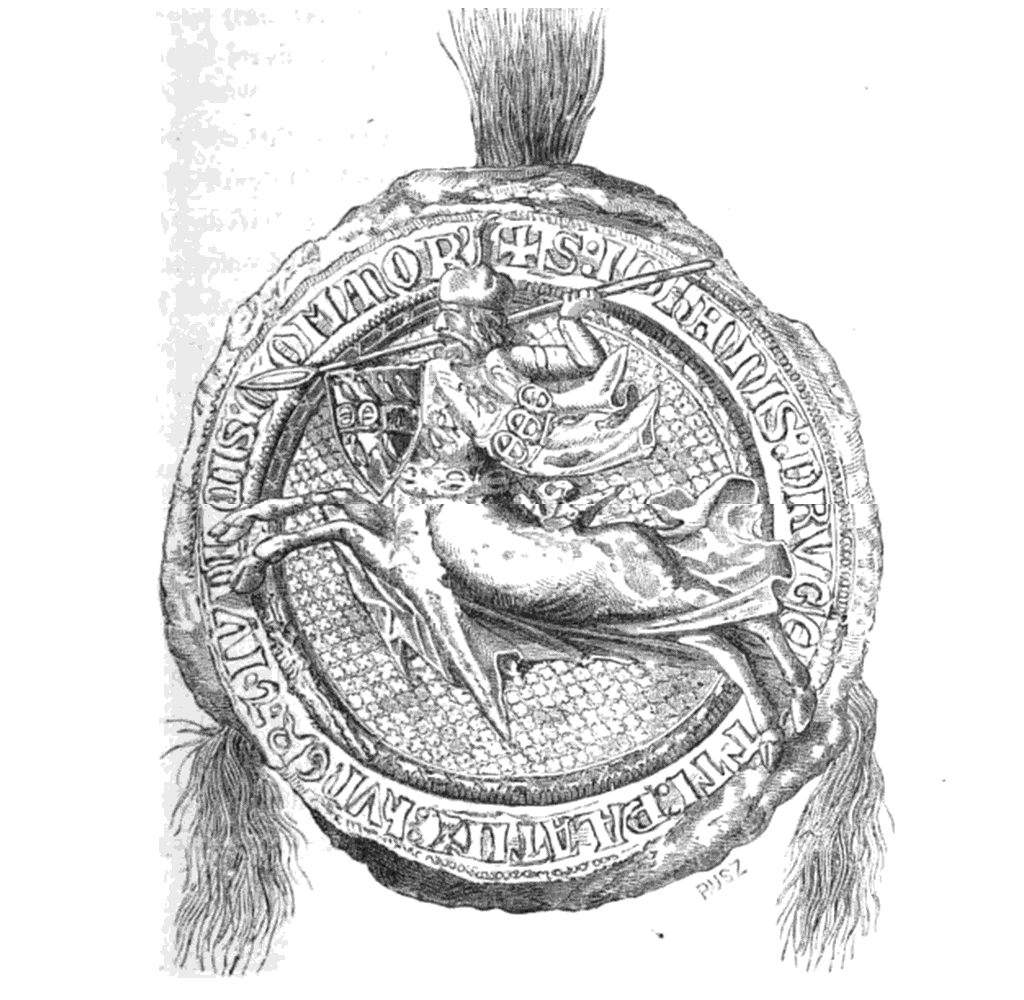
ختم البالاطين يانوس دروجيث (Drugeth János)

بالاطين (بالإنجليزية: Palatine)، وباللغة المجرية نادور أو نادوريسبان (بالمجرية: nádor أو nádorispán). بالاطين المجر (بالإنجليزية: Palatine of Hungary)(باللاتينية: palatinus, comes palatinus, comes palatii)، ويمكن تعريبه إلى الناظر، هو اسم منصب لشخص ذو مكانة عالية في النظام السياسي القديم في مملكة المجر، كان البالاطين هو أهم شخصية في البلاد بعد الملك خلال الفترة الممتدة منذ عهد القديس أسطفان حتى عام 1848م. وكان يُعرف أيضًا باسم نائب الملك، استحدث القديس أسطفان هذا المنصب على غرار منصب "الكونت البلاطيني" الألماني، في البداية كان هذا المنصب يتداخل مع منصب مسؤول القصر (comes curialis)، الذي كان مسؤولاً عن الشؤون الاقتصادية والقانونية داخل القصر، ابتداءً من القرن الثاني عشر انفصل منصب البالاطين (أو: النادور بالمجري) عن منصب مسؤول القصر، وأصبح يتمتع بصلاحيات وطنية مستقلة، وفي هذا الوقت تم تأسيس تنظيم قضائي لهذا المنصب، وأصبح نائبًا للملك، وبدءًا من القرن الثالث عشر تحول المنصب من كونه منصبًا داخل القصر إلى منصب رفيع يخدم تطلعات الطبقات الاجتماعية في معارضة الملك.

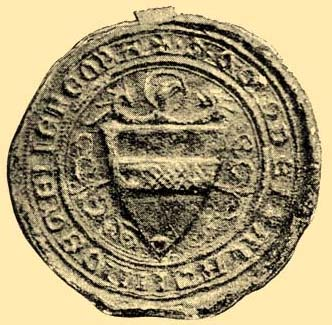
ختم البالاطين أبا أمادي (Aba Amadé)

## أصل الكلمة
أصل الكلمة غير واضح. وفقًا لإحدى النظريات، فإنها مشتقة من التعبير السلافي "nádvorný župan" (بمعنى الإيسپان في بلاط الملكي)؛ أي أنها مشتقة من كلمة إيسبان البلاط، وهو المنصب الذي انبثق منه هذا اللقب، كما حدث لاحقًا مع منصب قاضي البلاد الوطني.
أما كلمة "أودفار" (udvar –تعني البلاط) نفسها، فهي أيضًا مستعارة من التعبير السلافي u dvora، والذي يعني "عند البلاط"، أو بشكل حرفي "عند الباب"، خلال العصور الوسطى كان تعبير "البلاط" (باللاتينية: curia أو aula أو palatium)؛ يُشير إلى مقر إقامة الأمير ومرافقيه، ولم يكن هذا المكان ثابتًا، بل كان يشمل دور البلاط الملكي وشبكة القرى الخدمية المرتبطة بها، وكان الإشراف على سكان هذه الأماكن، والحكم بينهم في فترات مختلفة، من مسؤوليات كل من إيسبان البلاط، والبالاطين (نادور)؛ وقاضي البلاد.

## تاريخ المنصب
في بلاط أسطفان الأول ملك المجر (Szent István)؛ من المحتمل أن المنصب قد نشأ على غرار "غراف بفالتس"، في البداية كان المنصب مسؤولاً عن الإشراف على خدم القصر الملكي وتلبية احتياجات القصر الأولية (أي الحاشية) بصفته مشرفًا، ثم تطورت وظيفة عمله ليكون قاضٍ إلى نطاق واسع على الصعيد الوطني، أول بالاطين معروف بالاسم كان صموئيل آبا الذي أصبح ملك المجر فيما بعد، ومع تزايد وظائف البالاطين، تم تخفيف العبء عن طريق فصل المنصب عن منصب خادم البلاط أو في الماضي قاضي القصر، مما أدى إلى نشوء منصب القاضي البلاد الملكي لاحقاً.
كان للملكة وغالباً ما كان الملك الأصغر في كثير من الأحيان بالاطين خاص بهما، تم ذكر خادم القصر الملكي لأول مرة عام 1198م مع أواخر عهد آل أرباد، حدث في عدة حالات أن تم تقسيم منصب البالاطين إلى منصبين هما: "بالاطين غربي الدانوب" و "بالاطين شرقي الدانوب".
وخلال فترة الفوضى الذي اجتاحت المملكة بعد زوال حكم آل أرباد، حمل العديد من الأشخاص منصب البلاطين في نفس الوقت، مع صلاحيات إقليمية غير محددة بدقة، غالباً ما كان حكام الأقاليم ينادون أنفسهم بالبلاطين حتى عندما يكون الملك (الذي كانت شرعيته مشكوك فيها) قد عين بالفعل شخصاً آخر في المنصب، ونتيجة لذلك تراجع احترام المنصب وتراجعت سلطة البالاطين، وفي بلاط الملك المجري روبرت كارولي الأول، أصبح المراقب المالي مؤقتاً أعلى سلطة في البلاد.
انتخب النبلاء لأول مرة البالاطين عام 1447م أثناء فترة وصاية يوحنا هونياد.
في الجمعية الوطنية (البرلمان) المنعقدة في عام 1485م لانتخاب البلاطين، تم أيضًا تنظيم صلاحيات البلاطين بالتفصيل، وفي القرون التالية، كانت هذه القوانين التي تسمى مقالات البالاطين (مقالات النادور)؛ هي القواعد الأساسية لتحديد صلاحياته.
تاريخ المنصب بعد معركة موهاج
بعد معركة موهاج عام 1526م، لم تكن مقرات حكام آل هابسبورغ الذين وصلوا إلى السلطة، موجودة في المجر نفسها، لذا كانوا يفضلون إدارة البلاد من خلال "ممثل ملكي". ومع ذلك طالب النبلاء المجريون بملء منصب البالاطين، وفي 26 نوفمبر 1542م تم انتخاب فرينتس ريفاي ليكون بالاطين المجر. من ذلك الحين فصاعداً، أصبح منصب البالاطين دائما مشغولا، مع بعض الاستثناءات الطفيفة.
تم إنهاء هذا الوضع المتناقض قبل تتويج ماتياس الثاني (في 18 نوفمبر 1608م) من خلال إصدار القانون الثالث، حيث أعيد تنظيم منصب البالاطين، كان بإمكان الملك ترشيح 2 من الكاثوليك و2 من البروتستانت، وبدورهم يختار النبلاء البالاطين من بين هؤلاء المرشحين، والذي أصبح من حينها أيضاً رئيس لبرلمان النظام، وخاصة المجلس الأعلى.
وفي عام 1723م تم إنشاء مجلس النائب و"الطاولة السباعية" برئاسة البالاطين، وبعد عام 1790م تولى أفراد عائلة الهاسبورغ منصب منصب البلاطين، وبعد عام 1848م ظل المنصب شاغرًا، أشهر البلاطينين المتأخرين كان الأرشيدوق يوزف من عائلة هاسبورغ (1776م - 1847م)، وكان آخر بالاطين للمجر هو ابنه البلاطين أسطفان، ومع استقالته في 25 سبتمبر 1848م، انتهت فعلياً وظيفة البالاطين، ولكن التعبير القانوني عن ذلك لم يحدث إلا لاحقاً.

## أصل الكلمة
أصل الكلمة غير مؤكد. وفقًا لإحدى النظريات، قد تكون مشتقة من التعبير السلافي "nádvorný župan" الذي يعني "الإيسپان البلاطي" أو "البالاطين إيسبان"، أوهو المسؤول البلاطي الذي تفرعت عنه وظائف أخرى فيما بعد، مثل القاضي الوطني.
كلمة "إيسپاني" (ispány) في المجرية تُشير إلى لقب "إيسپان" (ispán)، وهو لقب إداري في مملكة المجر في العصور الوسطى. الإيسپان كان حاكمًا لمقاطعة أو منطقة إدارية معينة، وكان مسؤولًا عن إدارة شؤونها وفرض القانون فيها.
كلمة "أودفار" (udvar) هي أيضًا مستعارة من الكلمة السلافية u dvora التي تعني "عند الباب". في العصور الوسطى، كان البلاط الملكي (المعروف باللاتينية بـ "curia" أو "aula" أو "palatium") يشير إلى مكان إقامة الأمير ومرافقيه. لم يكن البلاط موقعًا ثابتًا، بل كان يشمل منازل البلاط الملكي وشبكة القرى الخدمية المرتبطة بها. في مختلف الفترات، كان الإشراف وأمور القضاء على شعوب هذه الأماكن من مهام المسؤول البلاطي، أو النادور، أو القاضي الوطني.

## تاريخ المنصب

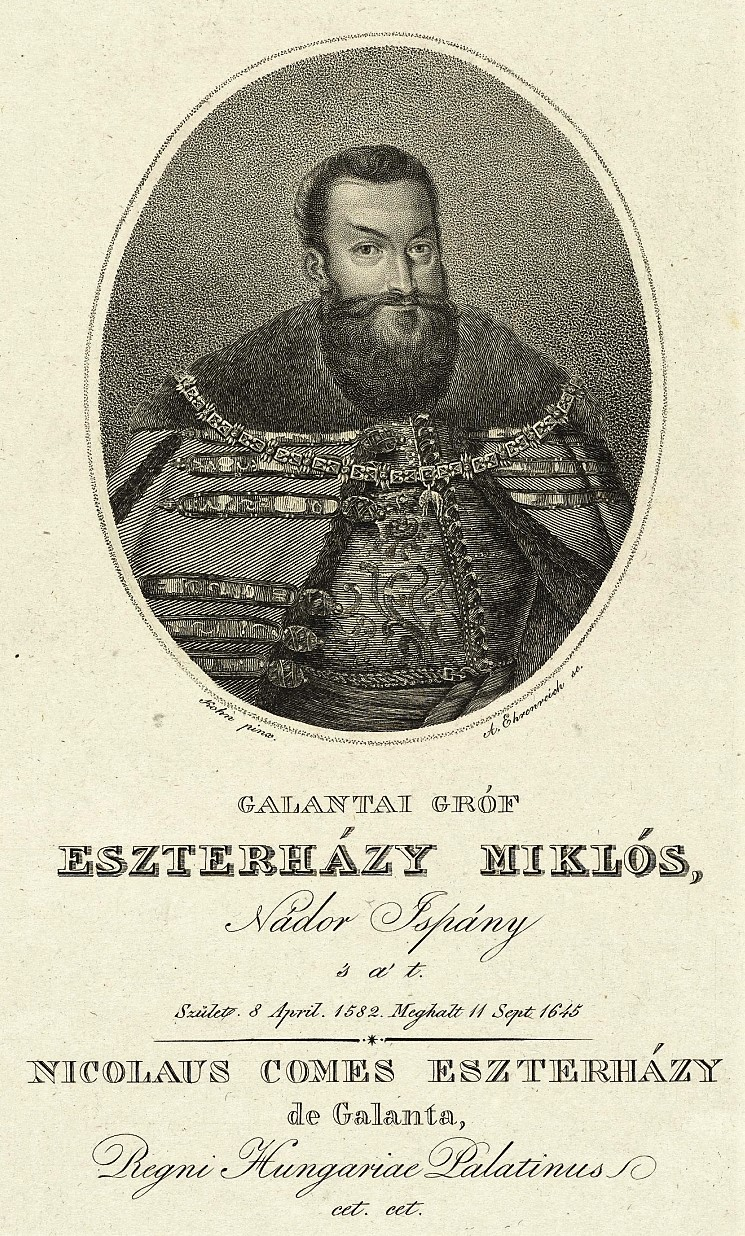
البالاطين الإيسپاني ميكلوس إسترهازي (Esterházy Miklós)، كونت غالانتاي (Galántai).

في بلاط زينت أسطفان الأول ملك المجر (Szent István)، من المحتمل أن المنصب قد نشأ على غرار "Pfalzgraf" الغربي. في البداية، كان المنصب مسؤولاً عن الإشراف على خدم القصر الملكي وتلبية احتياجات القصر الأولية (أي الحاشية) بصفته مشرفًا، ثم تطورت وظيفة عمله ليكون قاضٍ إلى نطاق واسع على الصعيد الوطني. أول بالاطين معروف بالاسم كان صموئيل آبا الذي أصبح ملك المجر فيما بعد. مع تزايد وظائف البالاطين، تم تخفيف العبء عن طريق فصل المنصب عن منصب خادم البلاط (comes curialis) أو، في الماض قاضي القصر، مما أدى إلى نشوء منصب القاضي البلاد الملكي لاحقاً.
كان للملكة وغالباً ما كان الملك الأصغر في كثير من الأحيان بالاطين خاص بهما. تم ذكر خادم القصر الملكي لأول مرة عام 1198م. في نهاية عصر آل أرباد، حدث في عدة حالات أن تم تقسيم منصب البالاطين إلى منصبين هما: "بالاطين من جهة نهر الدانوب" و "بالاطين ما وراء نهر الدانوب".
في فترة الفوضى الذي اجتاحت المملكة بعد زوال حكم آل أرباد، حمل العديد من الأشخاص منصب البلاطين في نفس الوقت، مع صلاحيات إقليمية غير محددة بدقة. غالباً ما كان حكام الأقاليم ينادون أنفسهم بالبلاطين حتى عندما يكون الملك (الذي كانت شرعيته مشكوك فيها) قد عين بالفعل شخصاً آخر في المنصب. ونتيجة لذلك، تراجع احترام المنصب وتراجعت سلطة البالاطين، وفي بلاط الملك المجري روبرت كارولي الأول، أصبح المراقب المالي مؤقتاً أعلى سلطة في البلاد (كريستو 1995م - Kristó).
انتخب النبلاء لأول مرة البالاطين عام 1447م، أثناء فترة حكم يوحنا هونياد.
في الجمعية الوطنية (البرلمان) المنعقدة في عام 1485م لانتخاب البلاطين، تم أيضًا تنظيم صلاحيات البلاطين بالتفصيل. في القرون التالية، كانت هذه القوانين التي تسمى مقالات البالاطين (مقالات النادور) (Articuli pronunciati de officio palatinatus) هي القواعد الأساسية لتحديد صلاحيات البالاطين. تم إجراء تعديلات بسيطة على هذه القوانين في القوانين اللاحقة كما يلي:
تاريخ المنصب بعد معركة موهاكس

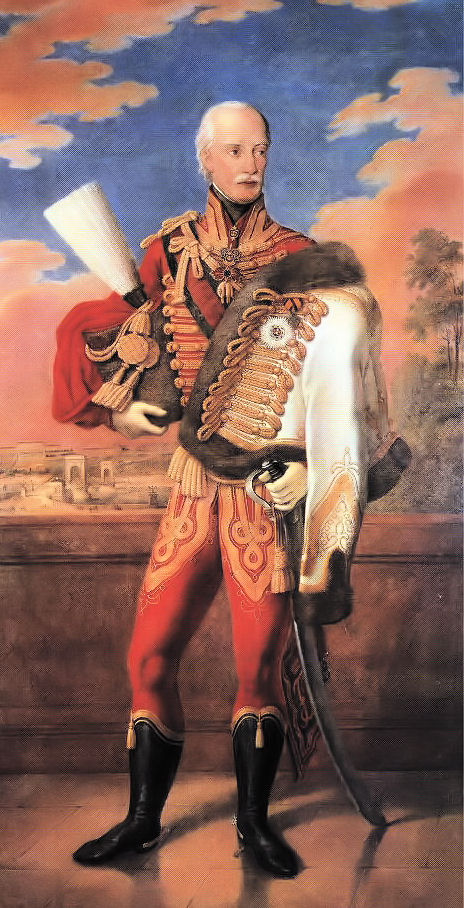
بالاطين جوزيف (József) في أربعينيات القرن التاسع عشر (لوحة ليوهان نيبوموك هوفيل).

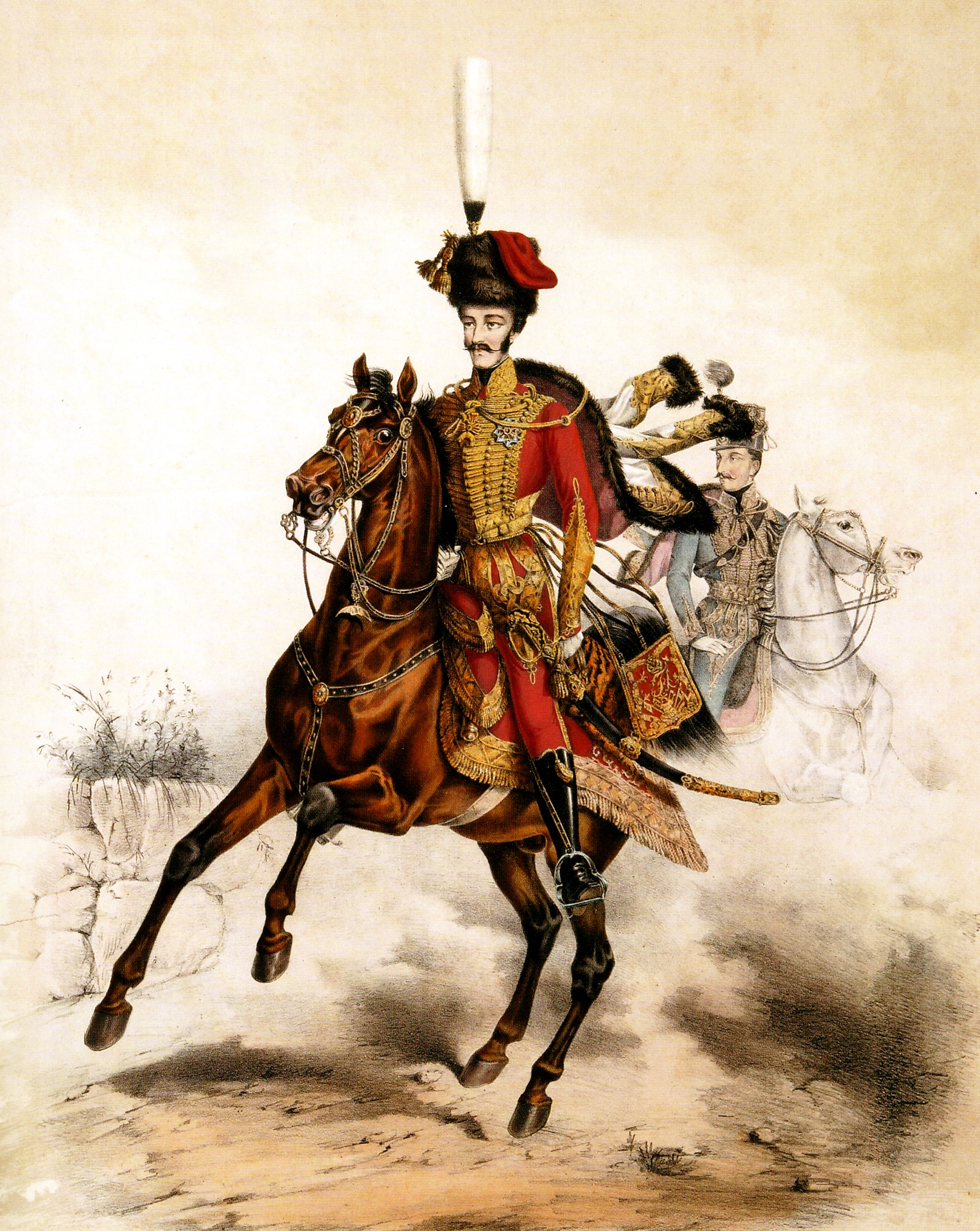
صورة الفروسية لبالاطين أستطفان (István). طباعة حجرية ملونة لفرانز زافير زالدر (Franz Xaver Zalder). (متحف تاريخ بودابست).

بعد معركة موهاكس 1526م، لم تكن مقرات حكام آل هاسبورغ الذين وصلوا إلى السلطة، موجودة في المجر نفسها، لذا كانوا يفضلون إدارة البلاد من خلال "ممثل ملكي". ومع ذلك، طالب النبلاء المجريون بملء منصب البالاطين، وفي 26 نوفمبر 1542م، تم انتخاب فرينك ريفاي (بالمجرية: Révay Ferenc) السيد الأكبر في تووروتس (بالمجرية: túróc) ليكون بالاطين المجر. من ذلك الحين فصاعداً، أصبح منصب البالاطين دائما مشغولا، مع بعض الاستثناءات الطفيفة التي لم يُعين بها أحد في المنصب، ولكن الشخص الذي يحمل هذا المنصب لم يكن هو نفسه الشخص الذي يشغل منصب "الممثل الملكي".
تم إنهاء هذا الوضع المتناقض قبل تتويج ماتياس الثاني (في 18 نوفمبر1608م) من خلال إصدار القانون الثالث، حيث أعيد تنظيم مؤسسة البالاطين. كان بإمكان الملك ترشيح 2 من الكاثوليك و2 من البروتستانت، وبدورهم يختار النبلاء البالاطين من بين هؤلاء المرشحين، والذي أصبح من حينها أيضاً رئيس لبرلمان النظام، وخاصة المجلس الأعلى.
في عام 1723م، تم إنشاء مجلس النائب و"الطاولة السباعية"، برئاسة البالاطين. بعد عام 1790م، تولى أعضاء عائلة الهاسبورغ منصب منصب البلاطين، وبعد عام 1848م ظل المنصب شاغرًا. أشهر البلاطينين المتأخرين كان الأرشيدوق جوزيف من عائلة هاسبورغ (1776م - 1847م)، وكان آخر بالاطين للمجر هو البلاطين أسطفان. مع استقالته في 25 سبتمبر 1848م، انتهى عمليًا وجود منصب البالاطين، ولكن حله القانوني الرسمي تم لاحقًا، في اليوم نفسه عيّن بلاط فيينا الكونت فيرينك لامبرغ (gróf Lamberg Ferenc) كقائد عسكري للمجر وبالاطين مؤقت، لكنه قُتل على يد حشود في مدينة بست (بودابست) قبل أن يتمكن من استلام منصبه رسميًا من رئيس الوزراء لايوش باتياني.
منذ 1867 تم نقل المهام المتبقية لمنصب البالاطين إلى رئيس الوزراء، وقد ساعد الكونت غيولا أندراشي في تتويج الملك فيرينتس يوزيف الأول، بينما ساعد الكونت إسطفان تيزا في تتويج الملك كارولي الرابع بصفته نائب بالاطين منتخب من قبل البرلمان.

## القوانين المعاصرة بشأن منصب البلاطين

### قوانين القديس لازلو
تم تنظيم الوظائف القضائية للبالاطين في المادة الثالثة من القانون الذي يُطلق عليه "المرسوم الثالث" للملك القديس لازلو الأول ملك المجر (بالمجرية: Szent László) كالتالي:
| 3. حول البالاطين (اسمه بالمجرية: "النادور إيسپان") نريد أيضًا أنه عندما يعود السيد البالاطين إلى دياره، أن يترك ختم الملك والمحكمة مع من يبقى هناك نائبا له، بحيث يكون للملك محكمة واحدة وختم واحد. وطالما بقي هذا البالطين (أي: الإيسپان) في داره، فلا ينبغي له أن يرسل ختمه إلى أي شخص إلا لأولئك الذين يطلق عليهم "رجال الحاشية" (udvarnokok) والذين وأولئك الذين يذهبون إليه طواعية بمحض إرادتهم؛ وله الحق في الحكم عليهم. وإذا تصرف بخلاف ذلك، فعليه أن يدفع غرامة قدرها خمس وخمسون قرشا. وبالمثل، إذا حكم البالاطين (إيسپان) ليس فقط على رعاياه ولكن على الآخرين أيضًا، فيجب معاقبته بنفس الغرامة. |

### المرسوم الذهبي

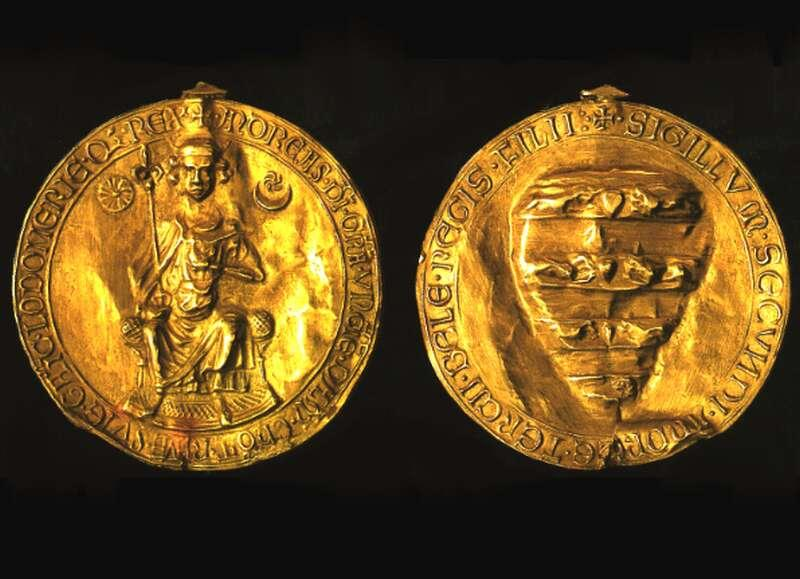
ختم المرسوم الذهبي (Aranybulla). على وجهه صورة الملك أندراش الثاني، وعلى ظهره شعار النبالة المجري، الذي يحتوي على الدرع الثلاثي المزخرف بخطوط أفقية، والذي يحتوي على سبع أشرطة.

يشهد المرسوم الذهبي (الصادر عن ملك المجر أندراس الثاني، عام 1222م) على الوضع القانوني للبلاطين كموظف حكومي وطني:
| 8. فيما يتعلق بالسلطة القضائية للبالاطين أ) يجب أن يحكم البالاطين على جميع سكان مملكتنا دون تمييز.. ب) لكن شؤون النبلاء المتعلقة بالوفاة أو نهب ممتلكاتهم، لا تتم إلا بعلم الملك. ج) يجب ألا يحتفظ البالاطين بقضاة بدلاء، باستثناء واحد فقط في بلاطه الخاص. |

### مواد البالاطين
في عام 1485م، خلال الجلسة البرلمانية التي عُقدت لانتخاب البلاطين، تم أيضًا تنظيم صلاحيات البلاطين بالتفصيل وسُميت تلك المواد القانونية باسم "مواد البالاطين" (Articuli pronunciati de officio palatinatus)، وهي على النحو التالي:
| مقالات الناظوري |
| --- |
| 1. في عملية انتخاب الملك، يكون له الحق في الإدلاء بالصوت الأول. 2. يعتبر وصيًّا أو وليًّا على الملك القاصر. 3. في حالة غياب الملك أو عدم بلوغه السن القانونية، يمكنه الدعوة لانعقاد البرلمان. 4. في حالة تعبئة النبلاء، يكون هو القائد العام للأمة. 5. يتولى مهمة تسوية النزاعات التي تنشأ بين أبناء الوطن. 6. في حال نشوب نزاع بين الملك والأمة، يقوم بدور الوسيط. 7. وإذا لم يستطع الملك أو لم يرغب في ذلك لضعف العقل أو الإهمال، فإنه يستمع إلى خطباء البلاد ويجيبهم. 8. يعرض الشكاوى المتعلقة بالمنح الملكية أمام الملك. 9. يعتبر القاضي الأول للأمة بمعنى أنه، باستثناء الملك، لا أحد لديه سلطة قضائية أكبر أو مماثلة. 10. في حالة غياب الملك، يكون هو نائب الملك. 11. هو القائد الأعلى وقاضي القومان، ولذلك يتلقى منهم سنويًا 3000 قطعة ذهبية. 12. يُعد قاضي دالماسية، مما يخول له الحصول على عائدات بعض الجزر الدلماسية. |

## بالاطينات المجر حسب التسلسل الزمني

### عهدآل أرباد
| الاسم              | فترة ولاية المنصب                                           | اسم الحاكم أثناء ولاية البالاطين         | ملاحظات                                                         |
| ------------------ | ----------------------------------------------------------- | ---------------------------------------- | --------------------------------------------------------------- |
| آبا صموئيل         | قبل 1038                                                    | القديس أسطفان الأول                      | الملك بين عامي 1041-1044                                        |
| زاشي               | 1055                                                        | أندراس الأول                             | مذكور في وثيقة تأسيس تيهاني                                     |
| رادو               | 1057                                                        | أندراس الأول                             |                                                                 |
| أوتو               | 1066                                                        | سالامون                                  | من عائلة جيور                                                   |
| رادفان             | حوالي 1067                                                  | سالامون                                  |                                                                 |
| غيولا              | 1075- قبل 1091                                              | غيزا الأول، القديس لازلو الأول (؟)       |                                                                 |
| بيتر               | 1091                                                        | القديس لازلو الأول                       |                                                                 |
| يانوش              | 1108–1113                                                   | كولومان                                  | ابن أوروس                                                       |
| فانشال             | حوالي 1131 – 1138                                           | بيلا الثاني                              | ابن بوزيتا                                                      |
| بيلوس              | 1146–1157                                                   | غيزا الثاني                              | شقيقة الملكة هيلانة الصربية، وخال غيزا الثاني                   |
| هنريك              | حوالي 1162-1163                                             | أسطفان الثالث                            | من عائلة هيدر                                                   |
| توماس              | 1163                                                        | أسطفان الرابع                            | من عائلة هيدر                                                   |
| أمبود              | 1165-1174                                                   | أسطفان الثالث، بيلا الثالث               |                                                                 |
| فاركاش             | حوالي 1177 – 1183                                           | بيلا الثالث                              | من عائلة بيكاش                                                  |
| دينيس              | 1184                                                        | بيلا الثالث                              |                                                                 |
| توماس              | 1185-1186                                                   | بيلا الثالث                              |                                                                 |
| موغ                | 1192-1193، 1198-1199، 1206                                  | بيلا الثالث، إمري، أندراس الثاني         |                                                                 |
| إيساو              | 1197-1198                                                   | إمري                                     |                                                                 |
| ميكا (ميهاي)       | 1199-1201                                                   | إمري                                     | من عائلة ياك                                                    |
| بنديكت             | 1202-1204                                                   | إمري                                     |                                                                 |
| ميكلوش             | 1205                                                        | لازلو الثالث                             |                                                                 |
| تشيبان             | 1206-1209                                                   | أندراش الثاني                            | من عائلة جيور                                                   |
| پوت                | 1209-1212                                                   | أندراش الثاني                            | من عائلة جيور                                                   |
| بانك               | 1212-1213                                                   | أندراش الثاني                            | من عائلة بار-كالان                                              |
| ميكلوش             | 1213-1214، 1219-1222، 1226                                  | أندراش الثاني                            | من عائلة ساك                                                    |
| جيولا              | 1215-1217، 1222-1226                                        | أندراش الثاني                            | من عائلة كان                                                    |
| تودور              | 1222                                                        | أندراش الثاني                            | من عائلة تشاناد                                                 |
| دينيس              | 1227-1229، 1231-1234                                        | أندراش الثاني                            | ابنيّ أبود                                                       |
| مويس الأول         | 1229-1230                                                   | أندراش الثاني                            | ابنيّ أبود                                                       |
| دينيس              | 1235-1241                                                   | بيلا الرابع                              | من عائلة توميغ                                                  |
| أرنولد             | 1242                                                        | بيلا الرابع                              | من عائلة بوزاد-هاهوت                                            |
| لازلو              | 1242-1245                                                   | بيلا الرابع                              | من عائلة كان                                                    |
| دينيس              | 1245-1246، 1248                                             | بيلا الرابع                              | من عائلة تورغي                                                  |
| أسطفان             | 1246-1248                                                   | بيلا الرابع                              | من عائلة جوتكيلد                                                |
| راتوت الأول لوراند | 1248-1261، 1272-1273، 1274-1275                             | بيلا الرابع، أسطفان الخامس، لازلو الرابع | من عائلة راتوت                                                  |
| هنريك كوشيغي       | 1261-1267                                                   | بيلا الرابع                              | من عائلة هيدر                                                   |
| دينيس              | 1263، 1273-1274، 1277-1278                                  | بيلا الرابع، لازلو الرابع                | من عائلة بيتش، كان نادور أسطفان الخامس ملك المجر الصغير في 1263 |
| دومونكوس           | 1266                                                        | بيلا الرابع                              | من عائلة تشاك، نادور أسطفان الملك الصغير                        |
| بنديكت             | 1268                                                        | بيلا الرابع                              | ابن تومبولد، نادور أسطفان الملك الصغير                          |
| لورينس             | 1267-1270، 1272، 1273                                       | بيلا الرابع، أسطفان الخامس، لازلو الرابع | ابن كيميني                                                      |
| مويس الثاني        | 1270-1272                                                   | أسطفان الخامس                            |                                                                 |
| ميكلوش كوشيغي      | 1275، 1276-1277، 1284-1286، 1289-1290، 1291، 1293-1295      | لازلو الرابع، أندراش الثالث              | من عائلة هيدر، نادور "غربي الدانوب" بين 1289-1290               |
| بيتر               | 1275-1276، 1277، 1278                                       | لازلو الرابع                             | من عائلة تشاك                                                   |
| ماتيو              | 1278-1280، 1282-1284                                        | لازلو الرابع                             | من عائلة تشاك                                                   |
| فينتا              | 1280-1281                                                   | لازلو الرابع                             | من عائلة آبا                                                    |
| إيفان كوشيغي       | 1281-1282، 1287-1288                                        | لازلو الرابع                             | من عائلة هيدر                                                   |
| أسطفان             | 6 نوفمبر 1284                                               | لازلو الرابع                             | من عائلة كاتشيتش (؟) ابن تيكوس                                  |
| ماكيان             | 1286-1287                                                   | لازلو الرابع                             | من عائلة آبا                                                    |
| أمادي              | 1288-1289، 1290-1291، 1293، 1295-1296، 1297-1298، 1299-1301 | لازلو الرابع، أندراش الثالث              | من عائلة آبا                                                    |
| رينولد             | 1289-1290                                                   | لازلو الرابع                             | من عائلة باستزي، نادور "شرقي الدانوب"                           |
| ميز                | 1290                                                        | لازلو الرابع                             | نادور "شرقي الدانوب"                                            |
| ميهاي              | 1291-1293                                                   | أندراش الثالث                            | من عائلة سينتي-ماجوش                                            |
| ماتيو              | 1296-1297                                                   | أندراش الثالث                            | من عائلة تشاك                                                   |
| أبور               | 1298-1299                                                   | أندراش الثالث                            | من عائلة بيتش، نادور "غربي الدانوب"                             |
| لوراند             | 1298-1299                                                   | أندراش الثالث                            | من عائلة راتوت، نادور "شرقي الدانوب"                            |

### عهد آل أنجو
في أعقاب انقراض البيت الحاكم لآل أرباد عام 1301، دخلت مملكة المجر مرحلة من الاضطراب السياسي عُرفت بصراعات العرش، حيث تنازع عدة مدعين الحكم، بدعم من القوى الإقطاعية الكبرى، وفي ظل غياب سلطة ملكية مركزية قوية عمد كبار النبلاء الإقليميين إلى اغتصاب بعض المناصب العليا، وعلى رأسها منصب البلاطين (الناطق باسم الملك أو ممثله الأعلى)، فكانوا يتقلدونه بمبادرة فردية، غالبًا دون تفويض شرعي من الملك، وقد استمرت هذه الظاهرة حتى ترسّخ حكم كارولي روبرت من آل أنجو-النابوليين الذي أعاد بناء السلطة الملكية وأخضع أمراء الأقاليم.
| الاسم                        | مدة ولاية المنصب | اسم الحاكم أثناء ولاية البالاطين       | ملاحظات                                                    |
| ---------------------------- | ---------------- | -------------------------------------- | ---------------------------------------------------------- |
| ماتيو تشاك                   | 1297–1322        | لازلو، ييلا الخامس، كارولي روبرت       | من عشيرة تشاك، حمل اللقب تعسفًا بعد عزله من المنصب عام 1297 |
| إشتفان أكوش                  | 1301–1307        | لازلو، بيلا الخامس                     | من عشيرة أكوش                                              |
| إيفان كوسييغي                | 1302–1307        | لازلو، بيلا الخامس، كارولي روبرت       | من أسرة كوسييغي                                            |
| أماديه آبا                   | 1302–1310        | لازلو، بيلا الخامس، كارولي روبرت       | من عشيرة آبا                                               |
| لوراند الثاني راتوت (رولاند) | 1303–1307        | لازلو، بيلا الخامس                     | من عشيرة راتوت                                             |
| أبور بيتش                    | 1304–1307        | لازلو                                  | من عشيرة بيتش                                              |
| كوباش بورشا                  | 1306–1315        | بيلا الخامس، كارولي روبرت              | من عشيرة بورشا                                             |
| دومونكوش الثاني راتوت        | 1315–1320        | كارل روبرت                             | من عشيرة راتوت، سلف أسرة باشتوي                            |
| دوغا ديبريتسيني              | 1322             | كارل روبرت                             |                                                            |
| فيليب دروغِث                  | 1323–1327        | كارل روبرت                             | من أسرة دروغث                                              |
| يانوش دروغِث                  | 1328–1333        | كارل روبرت                             | من أسرة دروغث                                              |
| فيلموش دروغِث                 | 1333–1342        | كارل روبرت                             | من أسرة دروغث                                              |
| ميكلوش جيليتفي               | 1342–1356        | لايوش الأول الكبير                     |                                                            |
| ميكلوش كونت                  | 1356–1367        | لايوش الأول الكبير                     | سلف أسرة أويلاكي                                           |
| لاشلو أوبلني                 | 1367–1372        | لايوش الأول الكبير                     | من أسرة بياست البولندية                                    |
| إيمري لاتسفي                 | 1372–1375        | لايوش الأول الكبير                     | إيمري الأول السيمونتورني                                   |
| ميكلوش غاراي                 | 1375–1385        | لايوش الكبير حتى 1382، ثم ماريا الأولى | ميكلوش الخامس                                              |
| ميكلوش سييتشي                | 1385–1386        | ماريا الأولى                           | ميكلوش السادس                                              |

### أثناء عهد الأسر الأخرى
| #     | الاسم                                | بداية تولي المنصب | نهاية تولي المنصب | اسم الملك                                                         | اسم الملك           | ملاحظات                                                                                            |
| ----- | ------------------------------------ | ----------------- | ----------------- | ----------------------------------------------------------------- | ------------------- | -------------------------------------------------------------------------------------------------- |
| 74.   | أسطفان (الخامس) (1340–1397)          | أبريل 1387        | نوفمبر 1392       | ماريا                                                             | ماريا               | نبيل مجري من عائلة لاكسفي، ابن أسطفان لاكسفي وصاحب قلعة تشاكتورنيا وقلعة سيمونتورنيا               |
| 75.   | لوستاك يولسفاي (؟–1400)              | نوفمبر 1392       | أبريل 1397        | ماريا                                                             | زيغموند             | من نسل عشيرة راتوت                                                                                 |
| 76.   | ديتري (حوالي 1350 – حوالي 1404)      | مايو 1397         | سبتمبر 1402       | زيغموند                                                           | زيغموند             | نبيل مجري من عائلة بيبيك التابعة لعشيرة أكوش، وابن جورج بيبيك الحاكم الملكي                        |
| 77.   | ميكلوش (السابع) (1367–1433)          | سبتمبر 1402       | نوفمبر 1433       | زيغموند                                                           | زيغموند             | من عائلة غاراي، ابن نادور ميكلوش الخامس، كان بان كرواتيا وسلافونيا.                                |
| 78.   | ماتيه (الثالث) (1390–1437)           | مارس 1435         | فبراير 1437       | زيغموند                                                           | زيغموند             | من عائلة بالوشي العريقة.                                                                           |
| 79.   | لورينتس (الثاني) (؟–1447)            | مارس 1437         | يوليو 1447        | ألبرت الثاني ملك ألمانيا                                          | أولازلو الأول       | من عائلة هيدر، فرع هيدرفاري                                                                        |
| 80.   | نيقولاوس (الثالث) (1410–1459)        | سبتمبر 1447       | يوليو 1458        | لازلو الخامس اليتيم                                               | لازلو الخامس اليتيم | نبيل مجري من عائلة غاراي، ابن ميكلوش السابع، وآنّا شقيقة الإمبراطورة باربرا تسليه                   |
| 81.   | ميكلوش (الثالث) (حوالي 1410 – 1484)  | يوليو 1458        | 1484              | ماتياس كورفينوس                                                   | ماتياس كورفينوس     | نبيل مجري من عائلة أورساغ التابعة لعشيرة غوتكلد.                                                   |
| 82.   | إيمري (الثاني) (؟ –1487)             | يناير 1486        | 12 سبتمبر 1487    | ماتياس كورفينوس                                                   | ماتياس كورفينوس     | نبيل مجري من عائلة زابوليا، أصبح بان كرواتيا وسلافونيا                                             |
| 83.   | أسطفان (السادس) (؟ –1499)            | مارس 1492         | 23 ديسمبر 1499    | أولازلو الثاني                                                    | أولازلو الثاني      | نبيل مجري من عائلة زابوليا، شقيق إيمري، ووالد الملك يانوش زابوليا.                                 |
| 84.   | بيتر (الثالث) (؟ –1503)              | أبريل 1500        | بداية 1503        | أولازلو الثاني                                                    | أولازلو الثاني      | من عائلة غيريب، فويفود ترانسيلفانيا السابق                                                         |
| 85.   | إيمري (الثالث) (؟–1519)              | أبريل 1504        | 5 فبراير 1519     | أولازلو الثاني                                                    | لايوش الثاني        | نبيل مجري من عائلة بيريني، بان كرواتيا السابق.                                                     |
| 86.   | أسطفان (السابع) (حوالي 1485 –1530)   | فبراير 1519       | مايو 1523         | لايوش الثاني                                                      | لايوش الثاني        | نبيل مجري من عائلة باتوري فرع إتسيدي، هو جد الكونتيسة إليزابيث باتوري.                             |
| 86.   | أسطفان (السابع) (حوالي 1485 –1530)   | سبتمبر 1524       | 24 يونيو 1525     | لايوش الثاني                                                      | لايوش الثاني        | نبيل مجري من عائلة باتوري فرع إتسيدي، هو جد الكونتيسة إليزابيث باتوري.                             |
| 87.   | أسطفان (الثامن) (1458–1541)          | 24 يونيو 1525     | أبريل 1526        | لايوش الثاني                                                      | لايوش الثاني        | نبيل مجري من عائلة ويربوشي، موظف ملكي سابق.                                                        |
| (86.) | أسطفان (السابع) (حوالي 1485 –1530)   | أبريل 1526        | 8 مايو 1530       | يانوش زابوليا                                                     | فرديناند الأول      | الفترة الثالثة له، خلال عهده هذا وقعت معركة موهاج الكارثية.                                        |
| 88.   | يانوش (الرابع) (؟–1534)              | مايو 1530         | مارس 1533         | يانوش زابوليا                                                     | فرديناند الأول      | نبيل مجري من عائلة بانيفي.                                                                         |
| 89.   | البارون تاماس (الثالث) (1498–1562)   | 20 مارس 1554      | 2 يونيو 1562      | يانوش الثاني                                                      | فرديناند الأول      | من عائلة ناداسدي.                                                                                  |
| 89.   | البارون تاماس (الثالث) (1498–1562)   | 20 مارس 1554      | 2 يونيو 1562      | الوصية. إيزابيلا ياغيلون                                          | فرديناند الأول      | من عائلة ناداسدي.                                                                                  |
| 90.   | الكونت أسطفان (التاسع) (1541–1609)   | 20 نوفمبر 1608    | 5 مايو 1609       | ماتياس                                                            | ماتياس              | نبيل مجري من عائلة إليشهازي.                                                                       |
| 91.   | الكونت جيورج (1567–1616)             | 7 ديسمبر 1609     | 26 ديسمبر 1616    | ماتياس                                                            | ماتياس              | نبيل مجري من عائلة ثورزو.                                                                          |
| 92.   | الكونت زيغموند (1565–1621)           | 16 مايو 1618      | 23 يونيو 1621     | ماتياس                                                            | ماتياس              | نبيل مجري من عائلة فورغاخ.                                                                         |
| 92.   | الكونت زيغموند (1565–1621)           | 16 مايو 1618      | 23 يونيو 1621     | فرديناند الثاني                                                   |                     | نبيل مجري من عائلة فورغاخ.                                                                         |
| 93.   | الكونت سانيزلو (1576–1625)           | 16 مايو 1622      | 1 مايو 1625       | نبيل مجري من عائلة ثورزو.                                         |                     | |
| 94.   | الكونت ميكلوش (الثامن) (1582–1645)   | 25 أكتوبر 1625    | 11 سبتمبر 1645    | نبيل مجري من عائلة إسترهازي، كان قائد عسكري.                      |                     | |
| 94.   | الكونت ميكلوش (الثامن) (1582–1645)   | 25 أكتوبر 1625    | 11 سبتمبر 1645    | نبيل مجري من عائلة إسترهازي، كان قائد عسكري.                      | فرديناند الثالث     | |
| 95.   | البارون يانوش (الخامس) (1603–1648)   | 23 سبتمبر 1646    | 8 نوفمبر 1648     | نبيل كرواتي من عائلة دراسكوفيتش.                                  |                     | |
| 96.   | الكونت بال (الثالث) (1580–1653)      | بداية 1649        | 26 نوفمبر 1653    | نبيل مجري من عائلة بالفي.                                         |                     | |
| 97.   | الكونت فرينتس (1605–1667)            | 15 مارس 1655      | 23 مارس 1667      | نبيل مجري من عائلة فيسيليني، وقائد عسكري.                         |                     | |
| 97.   | الكونت فرينتس (1605–1667)            | 15 مارس 1655      | 23 مارس 1667      | نبيل مجري من عائلة فيسيليني، وقائد عسكري.                         | ليبوت الأول         | |
| 98.   | الأمير بال (الرابع) (1635–1713)      | 13 يونيو 1681     | 26 مارس 1713      | نبيل مجري من عائلة إسترهازي وأمير الإمبراطوري، ابن ميكلوش الثامن  |                     | |
| 98.   | الأمير بال (الرابع) (1635–1713)      | 13 يونيو 1681     | 26 مارس 1713      | نبيل مجري من عائلة إسترهازي وأمير الإمبراطوري، ابن ميكلوش الثامن  | يوزيف الأول         | |
| 98.   | الأمير بال (الرابع) (1635–1713)      | 13 يونيو 1681     | 26 مارس 1713      | نبيل مجري من عائلة إسترهازي وأمير الإمبراطوري، ابن ميكلوش الثامن  | كارولي الثالث       | |
| 99.   | الكونت ميكلوش (السادس) (1657–1732)   | 14 أكتوبر 1714    | 20 فبراير 1732    | نبيل مجري وقائد عسكري إمبراطوري من عائلة بالفي.                   |                     | |
| 100.  | الكونت يانوش (السادس) (1664–1751)    | 22 يونيو 1741     | 24 مارس 1751      | ماريا تيريزيا                                                     | ماريا تيريزيا       | نبيل مجري وقائد عسكري إمبراطوري من عائلة بالفي، شقيق ميكلوش بالفي.                                 |
| 101.  | الكونت لايوش (1696–1765)             | 4 مايو 1751       | 26 أكتوبر 1765    | ماريا تيريزيا                                                     | ماريا تيريزيا       | نبيل مجري من عائلة باتياني.                                                                        |
| 102.  | الأرشيدوق ساندور ليوبولد (1772–1795) | 12 نوفمبر 1790    | 12 يوليو 1795     | ليبوت الثاني                                                      | ليبوت الثاني        | أرشيدوق نمساوي من عائلة هابسبورغ-لورين باعتباره ابن الإمبراطور ليوبولد الثاني والملكة ماريا لويزا. |
| 102.  | الأرشيدوق ساندور ليوبولد (1772–1795) | 12 نوفمبر 1790    | 12 يوليو 1795     | فيرينتس                                                           |                     | أرشيدوق نمساوي من عائلة هابسبورغ-لورين باعتباره ابن الإمبراطور ليوبولد الثاني والملكة ماريا لويزا. |
| 103.  | الأرشيدوق يوزيف أنطال (1776–1847)    | 20 سبتمبر 1795    | 13 يناير 1847     | أرشيدوق نمساوي من عائلة هابسبورغ-لورين، شقيق ساندور ليوبولد.      |                     | |
| 103.  | الأرشيدوق يوزيف أنطال (1776–1847)    | 20 سبتمبر 1795    | 13 يناير 1847     | أرشيدوق نمساوي من عائلة هابسبورغ-لورين، شقيق ساندور ليوبولد.      | فرديناند الخامس     | |
| 104.  | الأرشيدوق أسطفان فيرينتس (1817–1867) | 12 نوفمبر 1847    | 25 سبتمبر 1848    | أرشيدوق نمساوي من عائلة هابسبورغ-لورين، ابن الأرشيدوق يوزف أنطال. |                     | |

## مقالات ذات صلة
- سلالة آل أرباد (Árpád-ház).
- فويفود ترانسيلفانيا قبل عام 1526م.
- بان كرواتيا.
- قائمة رؤساء وزراء المجر.